# Homininae
Homininae sunt o subfamilie a familiei Hominidae. Include două triburi, cu speciile lor existente și extincte: 1) tribul Hominini (cu genul Homo incluzând oamenii moderni și numeroase specii extincte; subtribul Australopithecina, cuprinzând cel puțin două genuri dispărute; și subtribul Panina, reprezentat doar de genul Pan, care include cimpanzei și bonobo) ― și 2) tribul Gorillini (gorile). Alternativ, genul Pan este uneori considerat că aparține propriului său al treilea trib, Panini. Homininae cuprinde toți hominizii care au apărut după ce urangutanii (subfamilia Ponginae) s-au despărțit de linia maimuțelor mari. Cladograma Homininae are trei ramuri principale, care duc la gorile (prin tribul Gorillini) și la oameni și cimpanzei prin tribul Hominini și subtriburile Hominina și Panina (vezi mai jos arborele evolutiv). Există două specii vii de Panina (cimpanzei și bonobos) și două specii vii de gorile, dar o singură specie umană existentă. Au fost găsite urme ale speciilor Homo extincte, inclusiv Homo floresiensis și Homo denisova. Organismele din această subfamilie sunt descrise ca hominine (a nu se confunda cu termenii hominizi sau hominini).

## Istoricul descoperirilor și clasificarea

Arborele evolutiv al superfamiliei Hominoidea, subliniind subfamilia Homininae: după o separare inițială de linia principală (acum vreo 18 milioane de ani) a Hylobatidae (actualul gibon), linia subfamiliei Ponginae s-a desprins — ducând la actualul urangutan; iar mai târziu Homininae s-au împărțit în tribul Hominini (cu subtriburile Hominina și Panina), și în tribul Gorillini.

Până în 1970, familia (și termenul) Hominidae însemna numai oameni; maimuțele non-umane au fost alocate familiei Pongidae. Descoperirile ulterioare au condus la clasificări revizuite, marile maimuțe au fost unite cu oamenii (acum în subfamilia Homininae) ca membri ai familiei Hominidae. Până în 1990, s-a recunoscut că gorilele și cimpanzeii sunt mai strâns legați de oameni decât sunt ei cu urangutanii, ceea ce duce la plasarea lor (gorile și cimpanzei) și în subfamilia Homininae.
Astăzi, cimpanzeii și gorilele trăiesc în păduri tropicale cu soluri acide care rareori păstrează fosile. Deși nu au fost raportate gorile fosile, patru dinți de cimpanzeu vechi de aproximativ 500.000 de ani au fost descoperiți în valea riftului din Africa de Est (Formația Kapthurin , Kenya), unde au fost găsite multe fosile din descendența umană (hominini). have been found.

## Clasificare taxonomică
| (Urangutani) |
|              |

| (Gorila) |
|          |

| (cimpanzei) |
|             |

| Hominina (Oameni) |
|                   |

| (cimpanzei) |
|             |

| Hominina (Oameni) |
|                   |

| (Gorila) |
|          |

| (cimpanzei) |
|             |

| Hominina (Oameni) |
|                   |

| (cimpanzei) |
|             |

| Hominina (Oameni) |
|                   |

| (Urangutani) |
|              |

| (Gorila) |
|          |

| (cimpanzei) |
|             |

| Hominina (Oameni) |
|                   |

| (cimpanzei) |
|             |

| Hominina (Oameni) |
|                   |

| (Gorila) |
|          |

| (cimpanzei) |
|             |

| Hominina (Oameni) |
|                   |

| (cimpanzei) |
|             |

| Hominina (Oameni) |
|                   |

| (Urangutani) |
|              |

| (Gorila) |
|          |

| (cimpanzei) |
|             |

| Hominina (Oameni) |
|                   |

| (cimpanzei) |
|             |

| Hominina (Oameni) |
|                   |

| (Gorila) |
|          |

| (cimpanzei) |
|             |

| Hominina (Oameni) |
|                   |

| (cimpanzei) |
|             |

| Hominina (Oameni) |
|                   |

| (Urangutani) |
|              |

| (Gorila) |
|          |

| (cimpanzei) |
|             |

| Hominina (Oameni) |
|                   |

| (cimpanzei) |
|             |

| Hominina (Oameni) |
|                   |

| (Gorila) |
|          |

| (cimpanzei) |
|             |

| Hominina (Oameni) |
|                   |

| (cimpanzei) |
|             |

| Hominina (Oameni) |
|                   |

Homininae
- Tribul Dryopithecini†
  - Kenyapithecus
    - Kenyapitheus wickeri

  - Ouranopithecus
    - Ouranopithecus macedoniensis

  - Otavipithecus
    - Otavipithecus namibiensis

  - Morotopithecus
    - Morotopithecus bishopi

  - Oreopithecus
    - Oreopithecus bambolii

  - Nakalipithecus
    - Nakalipithecus nakayamai

  - Anoiapithecus
    - Anoiapithecus brevirostris

  - Dryopithecus
    - Dryopithecus wuduensis
    - Dryopithecus fontani

  - Hispanopithecus
    - Hispanopithecus laietanus
    - Hispanopithecus crusafonti

  - Neopithecus
    - Neopithecus brancoi

  - Pierolapithecus
    - Pierolapithecus catalaunicus

  - Rudapithecus
    - Rudapithecus hungaricus

  - Samburupithecus
    - Samburupithecus kiptalami

  - Udabnopithecus
    - Udabnopithecus garedziensis

  - Danuvius
    - Danuvius guggenmosi
- Tribul Gorillini
  - Chororapithecus †
    - Chororapithecus abyssinicus

  - Genul Gorilla
    - Gorila vestică, Gorilla gorilla
      - Gorila vestică de câmpie, Gorilla gorilla gorilla
      - Gorila vestică de râu, Gorilla gorilla diehli

    - Gorila estică, Gorilla beringei
      - Gorila de munte, Gorilla beringei beringei
      - Gorila estică de câmpie, Gorilla beringei graueri
- Tribul Hominini
  - Subtribul Panina
    - Genul Pan
      - Cimpanzeu (cimpanzeul comun), Pan troglodytes
        - Cimpanzeul central, Pan troglodytes troglodytes
        - Cimpanzeul vestic, Pan troglodytes verus
        - Cimpanzeul din Nigeria-Camerun, Pan troglodytes ellioti
        - Cimpanzeul estic, Pan troglodytes schweinfurthii

      - Bonobo (cimpanzeu pigmeu), Pan paniscus

  - Subtribul Hominina
    - Graecopithecus †
      - Graecopithecus freybergi.[7] Notă: Graecopithecus a fost, de asemenea, subsumat de alți autori în Dryopithecus. Plasarea lui Graecopithecus în Hominina, așa cum se arată aici, reprezintă o ipoteză și nu un consens științific.

    - Sahelanthropus†
      - Sahelanthropus tchadensis

    - Orrorin†
      - Orrorin tugenensis

    - Ardipithecus†
      - Ardipithecus ramidus
      - Ardipithecus kadabba

    - Kenyanthropus†
      - Kenyanthropus platyops

    - Praeanthropus†[8]
      - Praeanthropus bahrelghazali (Australopithecus bahrelghazali)
      - Praeanthropus anamensis (Australopithecus anamensis)
      - Praeanthropus afarensis (Australopithecus afarensis)

    - Australopithecus†
      - Australopithecus africanus
      - Australopithecus garhi
      - Australopithecus sediba

    - Paranthropus†
      - Paranthropus aethiopicus
      - Paranthropus robustus
      - Paranthropus boisei

    - Homo – strămoși imediați ai oamenilor moderni
      - Homo gautengensis†
      - Homo rudolfensis†
      - Homo habilis†
      - Homo floresiensis†
      - Homo erectus†
      - Homo ergaster†
      - Homo antecessor†
      - Homo heidelbergensis†
      - Homo cepranensis†
      - Denisovani (numele științific nu a fost încă atribuit)†
      - Homo neanderthalensis†
      - Homo rhodesiensis†
      - Homo sapiens
        - Oameni moderni anatomic, Homo sapiens sapiens
        - Homo sapiens idaltu†
        - Archaic Homo sapiens (Cro-magnon)†
        - Oamenii din Peștera Căprioara Roșie† (numele științific nu a fost încă atribuit; poate o rasă de oameni moderni sau un hibrid[9] a oamenilor moderni și Denisovani[10])

## Evoluție
Vârsta subfamiliei Homininae (a ultimului strămoș comun Homininae – Ponginae) este estimată la aproximativ 14  până la 12,5 milioane de ani  (Sivapithecus). Separarea sa în Gorillini și Hominini se estimează că s-a produs cu aproximativ 8-10 milioane de ani în urmă, în timpul Miocenului târziu, vârsta lui Nakalipithecus nakayamai.
Există dovezi că au existat încrucișări între gorile și strămoșii Pan-Homo până la despărțirea Pan-Homo.
Studii recente despre Ardipithecus ramidus (4,4 milioane de ani vechime) și Orrorin tugenensis (6 milioane de ani vechime) sugerează un anumit grad de poziție bipedă. Australopithecus și Paranthropus timpuriu ar fi putut fi bipede. Homininele foarte timpurii, cum ar fi Ardipithecus ramidus, ar fi putut avea un tip de poziție bipedă arboricolă.